# Grand Theft Auto
 Тази статия е за първата игра от едноименната поредица.  За самата поредица вижте Grand Theft Auto (поредица).  
Grand Theft Auto е компютърна игра в жанра 2D платформен екшън издадена и разпространява от Rockstar Games (бивши BMG Interactive, DMA Design).
Явлението „Grand Theft Auto“ се появява на игровия небосклон през октомври 1997 г. Нито една компания, освен английската DMA Design, не са се сетили да обединят типична аркада с изглед „отгоре“ и симулатор на автокражби. Играчът трябва да покори три измислени града на САЩ, да краде автомобили, да изпълнява поръчения от босове на мафията, да събира бонуси, да бяга от полицията и да заработи един милион долара.
Друго достижение на играта е великолепният саундтрак, съчетаващ в себе си практически всички видове съвременна западна поп-музика: хип-хоп, хаус, фънк, техно, индъстриъл, кънтри, метъл и рок. Песните са смесени в стил радиотранслации и са „свързани“ с различни типове автомобили, за това, качвайки се в някой Jugular, ние слушаме техно-транс, а „седнем“ ли на седалката на пикап, веднага започва музика от американската провинция.
Задания се вземат по телефона или посредством пейджер. При положение, че играчът се съгласи да изпълни мисията, той трябва да успее за точно определено време и при това да се постарае да не стане жертва на случайно заблуден куршум, ПТП, взрив и на полицаите. В случай на успех играча го чака щедра награда. Освен това, пари се дават за всяка открадната кола и за всеки убит пешеходец. Отделна мини-игра е развлечението „пребий кришнарите“, които се шляят в многолюдните места, буквално, молейки се да ги прегазиш.
Първообрази на градовете в GTA са напълно реални места: Liberty City – е Ню Йорк; San Andreas – Сан Франциско; Vice City – Маями.
Grand Theft Auto поддържа колективна игра за четирима души.

## Grand Theft Auto: London 1969
Това е експанжън на оригиналния GTA, излязъл през април 1999 г., преместен във времето и пространството. Лондон, 1969 година, пародия на шпионски филми, Тауър, Биг Бен, автомобили с цветовете на великобританското знаме и музика в духа на 70-те – всичко това очакваше играчът в продължението на GTA.